# Marek Kulič
 Marek Kulič (ur. 11 października 1975 w Hradcu Kralové) – piłkarz czeski grający na pozycji napastnika. Był reprezentantem Czech. Rozegrał w niej 12 meczów i strzelił 3 gole.